# Перелік ударів по житловій забудові під час російського вторгнення (листопад 2024)
Удари по житловій забудові України під час російсько-української війни — воєнний злочин, скоєний російськими військовими під час повномасштабного військового вторгнення в Україну.
У переліку подано інформацію про удари по житловій та громадській забудові, а також обстріли відкритої території у яких відомо про цивільні втрати. Подано інформацію про атаки протягом листопада 2024 року, яка була опублікована у відкритих джерелах.

## Загальна інформація
Згідно моніторингової місії ООН з прав людини в Україні відомо про 173 загиблих цивільних українців протягом листопада 2024 року.

### Руйнування населених пунктів прилеглих до лінії зіткнення
У населених пунктах які знаходяться біля лінії бойового зіткнення, постійно відбуваються обстріли житлової та іншої цивільної забудови (у тому числі медичних установ, навчальних закладів, комерційної забудови). Впродовж листопала 2024 року, обстріли відбувалися вздовж прикордонних громад Чернігівщини, Сумщини, та Харківщини, а також громад Запорізької, Дніпропетровської, Херсонської та Миколаївської областей із використанням ракет, безпілотників, мінометів, артилерії, реактивних систем залпового вогню, вогнем бронетехніки та стрілецької зброї.
Вздовж державного кордону:
- У Чернігівській області — Корюківська, Новгород-Сіверська, Семенівська, Сновська громади.
- У Сумській області — Білопільська, Великописарівська, Глухівська, Краснопільська, Миропільська, Новослобідська, Путивльська, Хотінська, Юнаківська громади.
- У Харківській області — Вільхуватська, Вовчанська, Дворічанська, Дергачівська, Золочівська, Липецька громади

Між тимчасово окупованою територією:
- У Харківській області — Борівська, Дворічанська, Ізюмська, Кіндрашівська, Куп'янська, Курилівська, Оскільська, Петропавлівська громади
- У Луганській області — Красноріченська, Лисичанська громади
- У Донецькій області — Званівська, Сіверська громади
- У Запорізькій області —
- У Херсонській області —
- У Миколаївській області —

## Перелік атак
Червоним кольором позначені атаки у яких відомо про загибель людей.

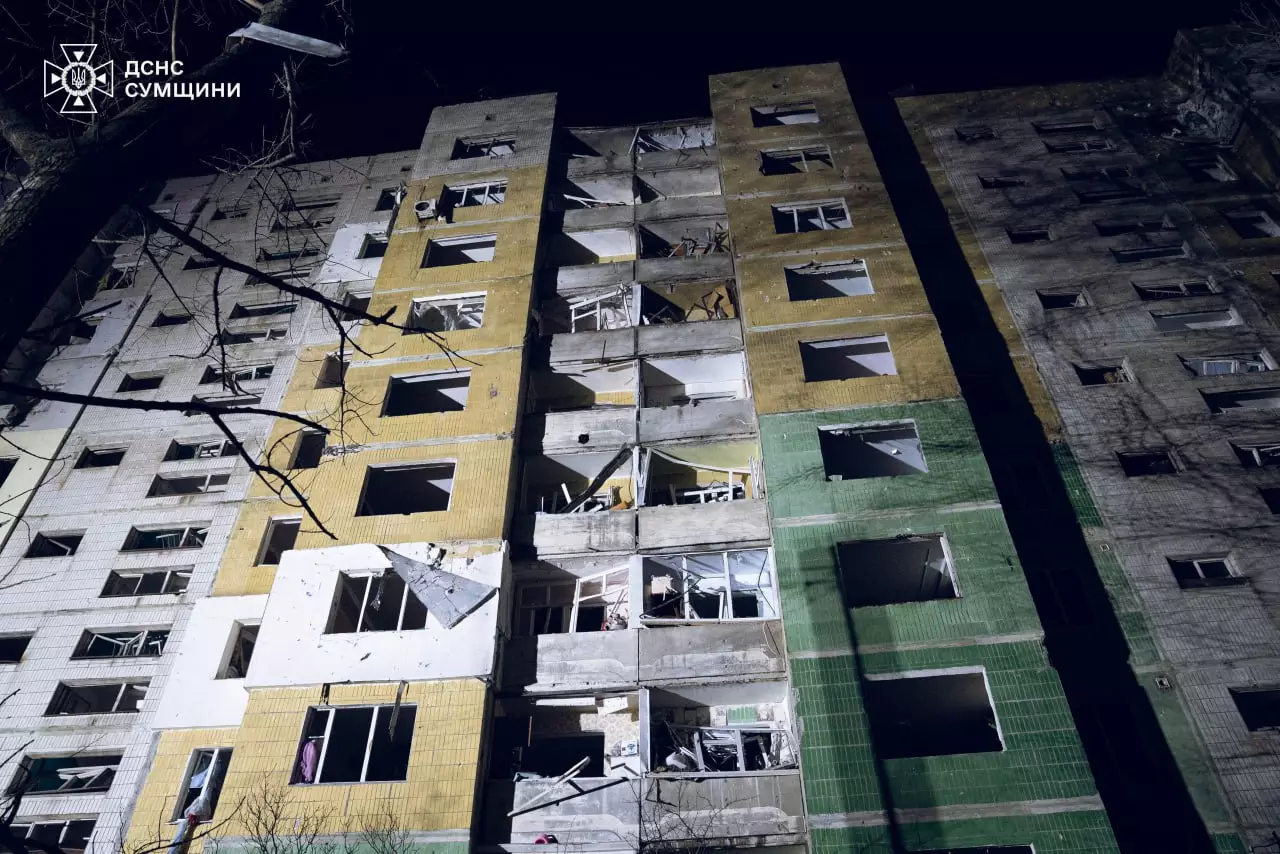
житлова багатоповерхівка в Сумах яку атакувала російська ракета 17 листопада 2024

| дата і місце                                         | дата і місце                         | тип зброї           | подробиці атаки, жертви (загиблі/поранені)                                           | подробиці атаки, жертви (загиблі/поранені) |
| ---------------------------------------------------- | ------------------------------------ | ------------------- | ------------------------------------------------------------------------------------ | ------------------------------------------ |
| 01/11                                                | Одеса                                | Х-59                | відомо про пошкодження рятувальної частини ракетним ударом                           | 0/2                                        |
| 01/11                                                | Київська обл.                        | Shahed 136          | пошкоджені багатоквартирні приватні житлові будинки внаслідок атак безпілотників     | —                                          |
| 01/11                                                | Полтавська обл.                      | Shahed 136          | пошкоджені багатоквартирні приватні житлові будинки внаслідок атак безпілотників     | —                                          |
| 01/11                                                | Черкаська обл.                       | Shahed 136          | пошкоджені багатоквартирні приватні житлові будинки внаслідок атак безпілотників     | —                                          |
| 01/11                                                | Одеська обл.                         | Shahed 136          | пошкоджені багатоквартирні приватні житлові будинки внаслідок атак безпілотників     | —                                          |
| 01/11                                                | Суми                                 | Shahed 136          | увечері 1 листопада була атакована житлова забудова, багатоквартирний будинок        | 0/5                                        |
| 01/11                                                | Дніпро                               | ракетний удар       | пошкоджень зазнала дитяча школа хореографії                                          | —                                          |
| 01/11                                                | Херсон                               | ракетний удар       | цивільна інфраструктура                                                              | 0/2                                        |
| 02/11                                                | Київ                                 | Shahed 136          | зафіксувано падіння уламків у шести районах столиці                                  | 0/1                                        |
| 03/11                                                | Київ                                 | Shahed 136          | через падіння уламків ворожих БпЛА у декількох районах були пошкодження будівель     | —                                          |
| 03/11                                                | Чернігівська обл., Чернігівський р-н | Shahed 136          | уламки безпілотника поцілили у двоповерховий багатоквартирний будинок                | —                                          |
| 03/11                                                | Сумська обл., Шостка                 | —                   | відбулося влучання по цивільних гаражах                                              | —                                          |
| 03/11                                                | Харків                               | авіабомбовий удар   | влучання по зелених зонах, інфраструктурі та приватному житловому будинку            | —                                          |
| 03/11                                                | Харківська обл., Питомник            | авіабомбовий удар   | влучання по зелених зонах, інфраструктурі та приватному житловому будинку            | —                                          |
| 03/11                                                | Харків                               | авіабомбовий удар   | повторний удар, влучання по кварталах з житловими багатоквартними будинками          | 0/11                                       |
| 03/11                                                | Харківська обл., Ківшарівка          | авіабомбовий удар   | влучання у житловий пʼятиповерховий будинок                                          | 0/3                                        |
| 05/11                                                | Харків                               | авіабомбовий удар   | пошкоджено приватні та багатоповерхові будинки                                       | 0/2                                        |
| 06/11                                                | Суми                                 | авіабомбовий удар   | уражено нежитлові цивільні споруди, багатоповерхівку, залізницю та АЗС               | 1/1                                        |
| 06/11                                                | Харків                               | Shahed 136          | пошкоджено п’ятиповерховий багатоквартирний будинок та автомобілі поруч              | 0/3                                        |
| 07/11                                                | Запоріжжя                            | авіабомбовий удар   | влучання по житлових будинках та лікарні                                             | 4/18                                       |
| 07/11                                                | Київ                                 | Shahed 136          | через падіння уламків спалахнули пожежі і є руйнування у шести районах столиці       | 0/1                                        |
| 07/11                                                | Одеса                                | Shahed 136          | уламки дронів пошкодили житлові будинки і авто                                       | 0/1                                        |
| 08/11                                                | Одеса                                | Shahed 136          | зруйновано школу, ушкоджено також приватні будинки, складські приміщення             | 1/15                                       |
| 08/11                                                | Хмельницька обл.                     | Shahed 136          | повідомляється про пошкоджену житлову інфраструктуру у ще трьох областях             | —                                          |
| 08/11                                                | Сумська обл.                         | Shahed 136          | повідомляється про пошкоджену житлову інфраструктуру у ще трьох областях             | —                                          |
| 08/11                                                | Харківська обл.                      | Shahed 136          | повідомляється про пошкоджену житлову інфраструктуру у ще трьох областях             | —                                          |
| 08/11                                                | Харків                               | авіабомбовий удар   | росіяни атакували місто КАБ, частково зруйнували багатоповерхівку та пошкодили інші  | 0/25                                       |
| 09/11                                                | Одеса                                | Shahed 136          | пошкоджено декілька багатоповерхівок, будинки в приватному секторі, автомобілі       | 1/13                                       |
| 09/11                                                | Харків                               | авіабомбовий удар   | влучання у дорожнє покриття, пошкодження цивільної інфраструктури                    | —                                          |
| 10/11                                                | Одеса                                | Shahed 136          | пошкоджені приватні будинки, адмінбудівлі, гаражний кооператив, складські приміщення | 0/2                                        |
| 11/11                                                | Миколаїв                             | Shahed 136          | були атаковані житлові багатоповерхові будинки                                       | 5/1                                        |
| 11/11                                                | Запоріжжя                            | авіабомбовий удар   | пошкоджено двоповерховий житловий будинок, гуртожиток і будівлю автосалону           | 1/21                                       |
| 11/11                                                | Дніпропетровська обл., Кривий Ріг    | ракетний удар       | влучання ракети у житлову багатоповерхівку                                           | 1/14                                       |
| 12/11                                                | Київська обл.                        | Shahed 136          | уламки російських дронів пошкодили 10 будинків                                       | —                                          |
| 12/11                                                | Харків                               | С-300               | у багатоквартирних житлових будинках були вибиті вікна та пошкоджені фасади          | 0/3                                        |
| 12/11                                                | Харків                               | авіабомбовий удар   | у багатоквартирних житлових будинках були вибиті вікна та пошкоджені фасади          | 0/3                                        |
| 15/11                                                | Одеса                                | БпЛА, ракетний удар | зруйновано багатоквартирний житловий будинок в середмісті та інші споруди            | 1/10                                       |
| 16/11                                                | Київ                                 | Shahed 136          | падіння уламків в багатоповерховому житловому будинку, пошкоджено балкони та вікна   | —                                          |
| 16/11                                                | Запорізька обл., Запорізький р-н     | Shahed 136          | відомо про пошкодження об'єкту інфраструктури та торгових приміщень                  | —                                          |
| 16/11                                                | Херсон                               | БпЛА                | атака на цивільну інфраструктуру центру міста, постраждав місцевий мешканець         | 0/1                                        |
| 16/11                                                | Харківська обл., Золочів             | артобстріл          | під ворожий мінометний обстріл потрапила бригада екстреної медичної допомоги         | —                                          |
| 16/11                                                | Харківська обл., Великий Бурлук      | артобстріл          | уражено ліцей, суд, три багатоквартирних житлових будинки, лікарню, селищну раду     | —                                          |
| 16/11                                                | Харківська обл., Ізюм                | артобстріл          | зруйновано складські приміщення підприємства, пошкоджені приватні будинки            | —                                          |
| 17/11                                                | Дніпропетровська обл., Нікополь      | артобстріл, БпЛА    | пошкоджено транспортне підприємство, приватні будинки, господарські споруди, авто    | 2/5                                        |
| Масований ракетний обстріл України 17 листопада 2024 |                                      |                     |                                                                                      |                                            |
| 17/11                                                | Львівська обл., Шептицький р-н       | ракетний удар       | влучання у трубу теплопостачання і нежитлові споруди                                 | 1/2                                        |
| 17/11                                                | Миколаїв                             | Shahed 136          | пошкоджено чотири приватні та один багатоповерховий будинок, ТЦ, магазини            | 2/7                                        |
| 17/11                                                | Одеса                                | ракетний удар       | був атакований об'єкт енергетичної інфраструктури, зруйноване житло                  | 2/1                                        |
| 17/11                                                | Рівне                                | ракетний удар       | був атакований об'єкт енергетичної інфраструктури, пошкоджено житло                  | —                                          |
| 17/11                                                | Київ                                 | 3М22                | влучання уламків ракети у житловий будинок                                           | —                                          |
| 17/11                                                | Київ                                 | ракетний удар       | пошкоджені житлові багатоповерхові будинки                                           | 0/1                                        |
| 17/11                                                | Полтавська обл., Кременчуцький р-н   | ракетний удар       | пошкоджено скління 6 багатоповерхівок                                                | 0/1                                        |
| 17/11                                                | Дніпропетровська обл., Кривий Ріг    | ракетний удар       | атаковано об'єкт інфраструктури, пошкоджено житловий секторі та дві школи            | —                                          |
| 17/11                                                | Дніпро                               | ракетний удар       | пошкоджені багатоповерхівки, навчальний заклад та автівка                            | 0/1                                        |
|                                                      |                                      |                     |                                                                                      |                                            |
| 17/11                                                | Суми                                 | Іскандер            | влучання балістичної ракети у житловий багатоповерховий будинок                      | 11/89                                      |
| 17/11                                                | Херсон                               | артобстріл, БпЛА    | атаки житлової та іншої цивільної забудови міста, громадського транспорту            | 3/9                                        |
| 18/11                                                | Одеса                                | ракетний удар       | влучання у двір житлових багатоповерхівок                                            | 8/39                                       |
| 19/11                                                | Сумська обл., Глухів                 | Shahed 136          | безпілотники атакували гуртожиток                                                    | 10/13                                      |
| 20/11                                                | Донецька обл., Костянтинівка         | авіабомбовий удар   | російські окупанти скинули авіабомбу на житловий квартал                             | 0/6                                        |
| 20/11                                                | Сумська обл., Андріяшівка            | Shahed 136          | відомо про удар по житловому масиву                                                  | —                                          |
| 21/11                                                | Дніпро                               | ракетний удар       | пошкоджене підприємство, будинки, гаражі, будівля центру реабілітації                | 0/2                                        |
| 21/11                                                | Дніпропетровська обл., Кривий Ріг    | ракетний удар       | пошкоджена адмінбудівля, пошкоджені дві житлові двоповерхівки, авто                  | 0/12                                       |
| 22/11                                                | Суми                                 | Shahed 136          | пошкоджені 12 багатоповерхових та 5 приватних житлових будинків, магазин             | 2/12                                       |
| 22/11                                                | Донецька обл., Краматорськ           | 9К51М «Торнадо-Г»   | пошкоджено п'ять багатоквартирних та приватних будинків, авто                        | 1/2                                        |
| 22/11                                                | Дніпро                               | —                   | відомо про пошкодження цивільної інфраструктури внаслідок атак                       | —                                          |
| 22/11                                                | Дніпропетровська обл., Нікополь      | БпЛА                | відомо про пошкодження цивільної інфраструктури внаслідок атак                       | —                                          |
| 24/11                                                | Запорізька обл., Запорізький р-н     | авіаудар            | відомо про руйнування житлових будинків та об'єктів інфраструктури                   | 1/1                                        |
| 24/11                                                | Сумська обл., Коровинці              | ракетний удар       | пошкоджено два приватні житлові будинки                                              | —                                          |
| 25/11                                                | Одеса                                | балістична ракета   | пошкоджена цивільна інфраструктура, зокрема житлові будинки                          | 0/11                                       |
| 25/11                                                | Харків                               | С-300               | влучання у дворах житлових багатоповерхівок, пошкоджені будинки, будівля ЦНАП        | 0/26                                       |
| 26/11                                                | Херсонська обл., Нова Каховка        | артобстріл          | російські окупанти обстріляли зупинку з пасажирським автобусом                       | 2+/2+                                      |
| 26/11                                                | Суми                                 | авіабомбовий удар   | влучання у двір багатоповерхових житлових будинків, територію автостоянки та СТО     | —                                          |
| 27/11                                                | Київська обл.                        | Shahed 136          | через падіння уламків ворожих БпЛА пошкоджено приватні та багатоквартирні будинки    | —                                          |
| 27/11                                                | Донецька обл., Ясногірка             | авіабомбовий удар   | внаслідок російського авіаудару зруйновано 15 будинків                               | —                                          |
| Масований ракетний обстріл України 28 листопада 2024 |                                      |                     |                                                                                      |                                            |
| 28/11                                                | Івано-Франківська обл.               | ракетний удар       | внаслідок російської атаки були пошкоджені приватні будинки                          | —                                          |
| 28/11                                                | Чернівецька обл.                     | ракетний удар       | сили ППО збили одну ракету, уламки пошкодили житлові будинки                         | —                                          |
| 28/11                                                | Хмельницька обл.                     | ракетний удар       | пошкоджене господарське приміщення і приватний будинок                               | —                                          |
| 28/11                                                | Вінницька обл., Жабелівка            | ракетний удар       | зазнали житлові будинки                                                              | 0/1                                        |
| 28/11                                                | Сумська обл., Шостка                 | ракетний удар       | пошкоджено близько 10 приватних будинків у віддаленому районі міста                  | —                                          |
| 28/11                                                | Одеська обл., Одеський р-н           | ракетний удар       | удари по об'єктах енергетики, пошкодження шести житлових приватних будинків          | 0/3                                        |
|                                                      |                                      |                     |                                                                                      |                                            |
| 30/11                                                | Дніпропетровська обл., Царичанка     | ракетний удар       | пошкоджена звичайна цивільна забудова, житловий будинок та магазин у селищі          | 4/24                                       |
| 30/11                                                | Херсон                               | БпЛА                | атака з безпілотника на цивільну інфраструктуру Херсона                              | 1/0                                        |